# Comuna Tartak, Cecelnîk
Tartak (în ucraineană Тартак) este o comună în raionul Cecelnîk, regiunea Vinnița, Ucraina, formată din satele Aniutîne și Tartak (reședința).

## Demografie
Componența lingvistică a satului Tartak
     Ucraineană (98,21%)
     Rusă (1,27%)
     Alte limbi (0,52%)
Conform recensământului din 2001, majoritatea populației satului Tartak era vorbitoare de ucraineană (98,21%), existând în minoritate și vorbitori de rusă (1,27%).